# Johann Balthasar Ritter (Theologe, 1674)
Johann Balthasar Ritter (* 27. Oktober 1674 in Frankfurt am Main; † 3. Januar 1743 ebenda) war ein deutscher lutherischer Theologe, Pfarrer und Kirchenhistoriker. 

## Leben und Werk
Ritter entstammte der Theologenfamilie Ritter, die seit der Reformation über sechs Generationen in direkter Linie lutherische Prediger in der Reichsstadt Frankfurt stellte. Sein Vater war Johann Balthasar Ritter (II.) (1645–1719), teutscher und französischer Prediger an der Weißfrauenkirche und Angehöriger der fünften Generation.
Ritter studierte ab 1691 Theologie in Hamburg, Kiel, Leipzig und Gießen. 1703 wurde er Pfarrer im zu Frankfurt gehörenden Dorf Niedererlenbach, 1705 in der Stadt selbst. Er war einer der angesehensten Mitglieder des Predigerministeriums und wurde 1732 neben Senior Christian Münden zum Konsistorialrat berufen.
Ritter war ein Vertreter der Lutherischen Orthodoxie. Er gilt als erster bedeutender Kirchenhistoriker Frankfurts. Sein Hauptwerk ist das 1726 erschienene Evangelische Denkmal der Stadt Frankfurt am Main, eine Kirchengeschichte der Reformation bis 1555. Dafür lagen ihm zahlreiche originale Schriften und Urkunden aus dem Nachlass seines Vorfahren Matthias Ritter vor.
Die geplante Fortsetzung bis 1600 war bei seinem Tode noch ein Manuskript. Erst Anton Kirchner und Hermann Dechent führten Ritters Forschungen im 19. Jahrhundert weiter.
Mit Ritters Tod 1743 endete die Tradition der Theologenfamilie in Frankfurt. Ein Sohn, der gleich ihm Theologie studiert hatte, war bereits verstorben, der zweite Sohn hatte einen anderen Beruf ergriffen.

## Werke (Auswahl)
- Eigentliche und umständliche Beschreibung des Lebens M. Mat. Flacii Illyrici, Frankfurt am Main 1723 bei Wolfgang Christoph Multz
- Evangelisches Denkmal der Stadt Frankfurt am Main, Frankfurt am Main 1726 bei Johann Friedrich Fleischern Digitalisat in der Google-Buchsuche